# Hüttenblei
Hüttenblei (auch als Weichblei oder Hüttenweichblei bezeichnet) ist aus Werkblei raffiniertes Blei mit genormten Bleigehalten.
Genormt sind in der veralteten DIN 1719 Reinheiten von 99,9 %, 99,94 % und 99,97 % Blei.
Die Bezeichnungen sind noch weit verbreitet, da die nachfolgende Norm DIN EN 12659 keine Begriffe anbietet.
| Zusammensetzung nach DIN 1719 (max. %-Angaben) | Zusammensetzung nach DIN 1719 (max. %-Angaben) | Zusammensetzung nach DIN 1719 (max. %-Angaben) | Zusammensetzung nach DIN 1719 (max. %-Angaben) | Zusammensetzung nach DIN 1719 (max. %-Angaben) | Zusammensetzung nach DIN 1719 (max. %-Angaben) | Zusammensetzung nach DIN 1719 (max. %-Angaben) | Zusammensetzung nach DIN 1719 (max. %-Angaben) | Zusammensetzung nach DIN 1719 (max. %-Angaben) | Zusammensetzung nach DIN 1719 (max. %-Angaben) |
| Typ                                            | WKSTNr.                                        | Ag                                             | As                                             | Bi                                             | Cu                                             | Fe                                             | Sb                                             | Sn                                             | Zn                                             |
| ---------------------------------------------- | ---------------------------------------------- | ---------------------------------------------- | ---------------------------------------------- | ---------------------------------------------- | ---------------------------------------------- | ---------------------------------------------- | ---------------------------------------------- | ---------------------------------------------- | ---------------------------------------------- |
| Pb99,9                                         | 2.3040                                         | 0,1                                            | 0,005                                          | 0,09                                           | 0,005                                          | 0,001                                          | 0,001                                          | 0,001                                          | 0,001                                          |
| Pb99,94                                        | 2.3030                                         | 0,003                                          | 0,001                                          | 0,05                                           | 0,001                                          | 0,001                                          | 0,001                                          | 0,001                                          | 0,001                                          |
| Pb99,97                                        | 2.3025                                         | 0,003                                          | 0,001                                          | 0,027                                          | 0,001                                          | 0,001                                          | 0,001                                          | 0,001                                          | 0,001                                          |

Für viele technische Anwendungen und als Ausgangsmaterial für Bleilegierungen besitzt das Hüttenblei eine ausreichende Reinheit. Zur Herstellung von Projektilen wird beispielsweise reines, mit 2,5 % Zinn legiertes Hüttenweichblei verwendet.
Bei mechanischer Beanspruchung wirken sich die Verunreinigungen sogar günstig aus, da sie die Materialhärte vergrößern. Hüttenblei kann insbesondere verwendet werden, wenn ein niedriger Wismutgehalt nicht erforderlich ist.
Bleisorten noch höherer Reinheit sind das Feinblei (99,985 % oder 99,99 % Bleigehalt) und das Probierblei (z. B. 99,999 % Pb). Sorten mit geringerer Reinheit sind das bereits erwähnte Werkblei sowie das Umschmelzblei.
Kupferblei mit einem Bleigehalt von 99,94 % und ca. 0,03 % Kupfer ist trotz des vergleichbaren Bleigehalts vom Hüttenblei zu unterscheiden, da es sich hierbei bereits um eine Legierung nahe dem Eutektikum mit höherer Festigkeit handelt.